# Cazan Yarrow

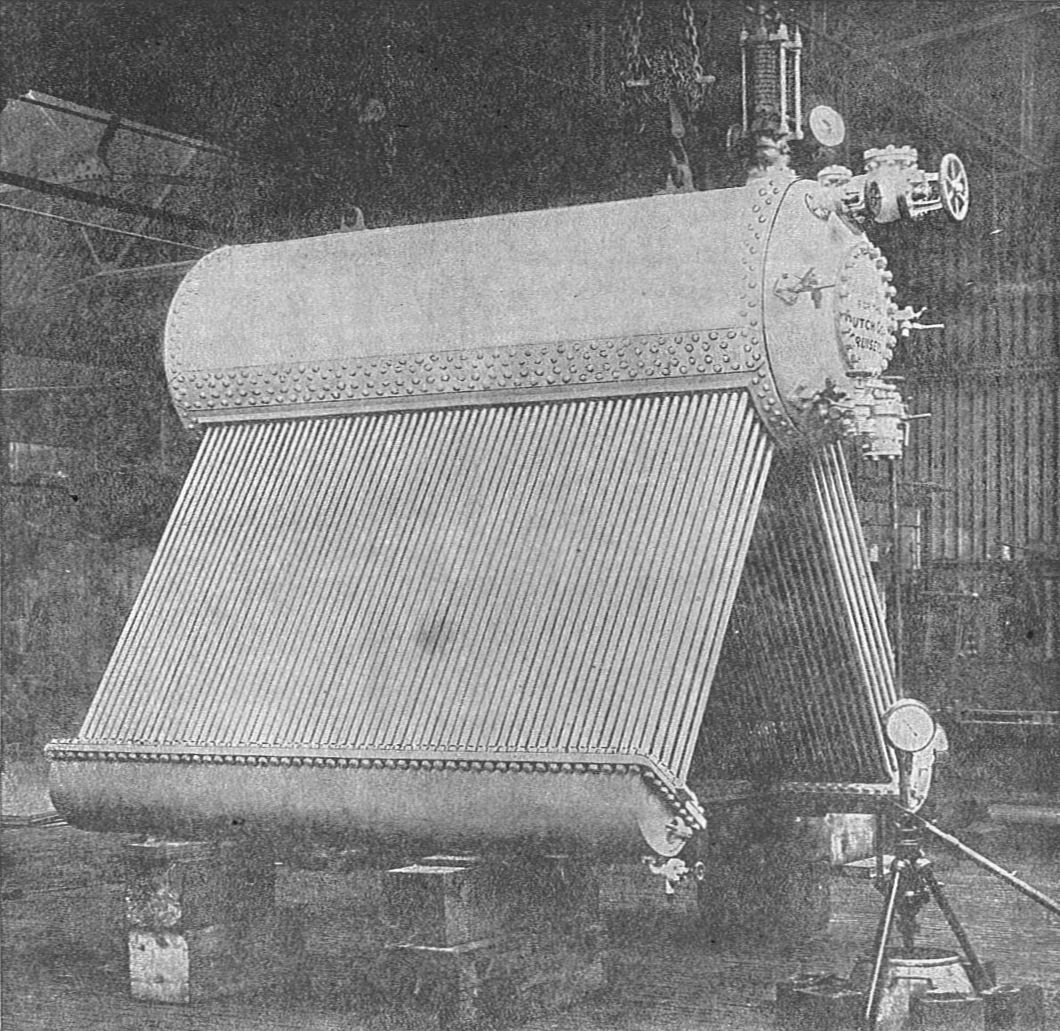
Sistemul fierbător al unui cazan de tip Yarrow

Cazanele Yarrow sunt o clasă importantă de cazane acvatubulare⁠(d) de înaltă presiune. Au fost dezvoltate de Yarrow Shipbuilders Limited⁠(d) și au fost utilizate pe scară largă pe nave, în special pe navele militare.
Construcția unui cazan Yarrow este caracteristică cazanelor cu trei tambure⁠(d): două fascicule de țevi de apă dispuse în triunghi, cu un singur focar între ele. Singurul tambur de abur era montat în partea de sus, în mijloc, celelalte două tambure, mai mici, fiind plasate la baza celor două fascicule de țevi. Circulația apei prin țevi, atât în sus, cât și în jos, are loc în cadrul aceluiași fascicul, fără a exista țevi coborâtoare. Această soluție, împreună cu utilizarea țevilor drepte, au fost caracteristice cazanelor Yarrow.

## Cazanele acvatubulare anterioare
Utilizarea anterioară în cadrul Marinei Regale Britanice a cazanelor acvatubulare a fost controversată în epocă, în jurul anului 1900 având loc bătălia cazanelor. Aceste prime cazane, cum ar fi tipurile „Belleville” și „Niclausse”, au fost modele cu țevi drepte, „puțin înclinate” (aproape orizontale), de diametru mare, de aproximativ 4 țoli (10 cm). Aceste tuburi au fost legate la colectoare de fontă și au avut multe probleme cu scurgerile la aceste îmbinări. La acea vreme se presupunea că dilatarea termică în aceste țevi drepte solicita îmbinările. Aceste cazane erau mari și, deși erau montate pe multe nave de luptă pre-dreadnought⁠(d), nu puteau fi montate pe micile torpiloare și pe primele distrugătoare, aflate atunci în plină dezvoltare.
Pentru a oferi un cazan mai ușor, pentru vasele mai mici, au fost dezvoltate tipurile „Express”. Acestea foloseau țevi cu un diametru de aproximativ 2 țoli (5 cm), oferind o suprafață de încălzire mărită la același volum și greutate. Cele mai multe dintre acestea erau de tipul cu trei tambure, cum ar fi modelele „Du Temple” și „Normand”. Soluția cu trei tambure a oferit o dispunere a țevilor „mult înclinate” (peste 45° față de orizontală), facilitând circulația prin termosifon în aceste țevi. Problemele anterioare ale dilatărilor țevilor erau încă o preocupare (din cauza teoriei), astfel că țevile erau fie curbate, fie chiar îndoite în „ac de păr” sau „S”. În practică, aceste forme au dat naștere la două probleme: dificultatea curățării lor de piatră la interior și dificultatea de a se obține îmbinări sigure cu tamburele, în special acolo unde țevile intrau în tambur la diferite unghiuri.

## Cazanul acvatubular Yarrow

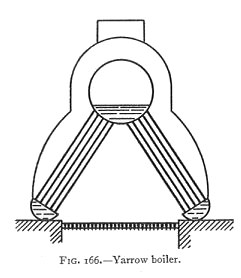
Schema unui cazan Yarrow

Alfred Yarrow și-a dezvoltat cazanul ca răspuns la alții care dezvoltaseră deja cazane acvatubulare. Acesta a fost un proces lung, bazat mai degrabă pe considerații teoretice decât pe evoluția cazanelor practice. Lucrările au început în 1877, dar primul cazan comercial nu a fost furnizat decât 10 ani mai târziu, pe un torpilor din 1887.
Originile cazanului par să fi fost conversația inițială, destul de directă, a lui Yarrow cu William Crush, șeful departamentului de cazane, iar declarațiile lui Yarrow, „Trebuie să ne trezim cu cazanele acvatubulare”, „De ce nu un cazan ca acesta?” (punându-și degetele împreună ca și cum s-ar fi rugat) și „Țevi drepte?” au exprimat două dintre cele trei principii de bază ale construcției cazanului.

## Țevi drepte
Proiectanții anteriori erau preocupați de dilatarea țevilor cazanului atunci când erau încălzite. S-au făcut eforturi pentru a le permite să se dilate liber, în special pentru ca cele mai aproape de focar să se dilate relativ mai mult decât cele mai îndepărtate. În mod obișnuit, acest lucru se făcea prin țevi curbate, ca în cazul cazanului „Thornycroft”. Acestea au avut dificultăți în fabricație și au necesitat asistență în timpul exploatării.
Yarrow a înțeles că temperatura unei țevi umplută cu apă era relativ scăzută și constantă între țevi, cu condiția ca acestea să rămână pline cu apă și să nu se permită fierberea în interiorul țevilor propriu-zise. Temperaturile ridicate și variațiile au apărut doar atunci când țevile s-au umplut cu abur, ceea ce a perturbat și circulația.
Concluzia sa a fost astfel că țevile de apă drepte erau acceptabile și aveau avantaje evidente la fabricare și la curățarea în exploatare.
Obținerea unor țevi care să reziste la creșterea presiunii cazanelor a fost dificilă și majoritatea producătorilor au avut probleme cu sudurile țevilor. Un avantaj mai puțin evident al țevilor drepte a fost că se puteau folosi noile țevi trase, fără sudură, cum sunt cele pentru biciclete.

## Experimentele lui Yarrow privind circulația

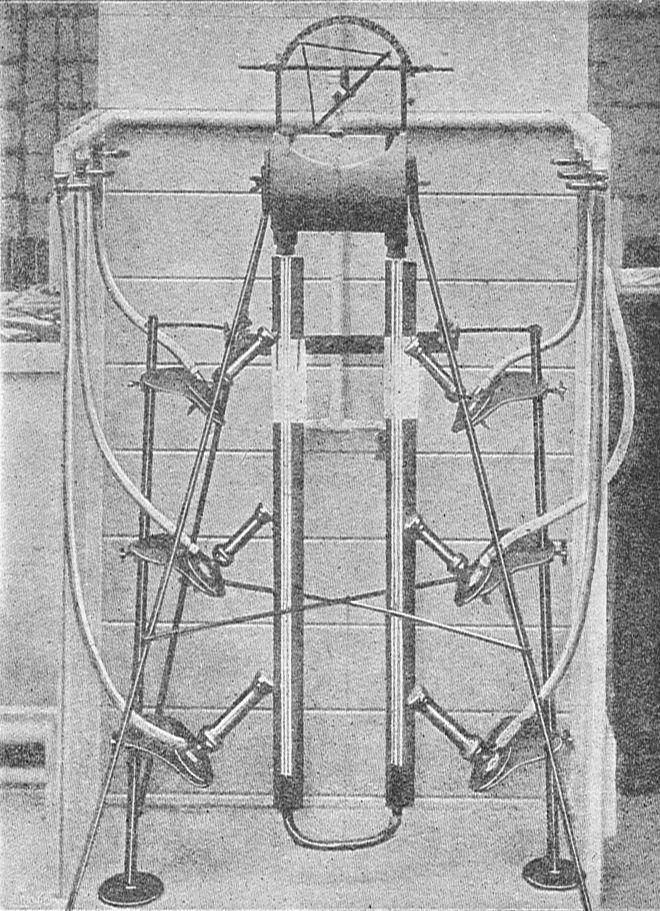
Experimentul lui Yarrow privind circulația în țevi curbare în formă de U

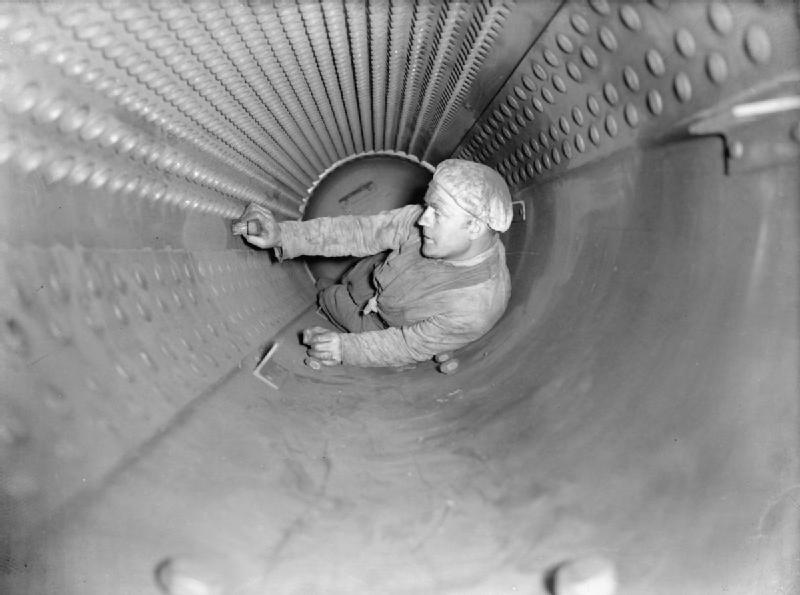
Curățarea unui cazan Yarrow

Se știa că la un cazan acvatubular apa trebuia să circule permanent prin țevi și că circulația se putea asigura prin termosifon⁠(d), fără să fie necesară o pompă.
Țevile de apă încălzite erau un număr mare de țevi cu diametru relativ mic, montate între tambure mari: tamburele de apă dedesubt și tamburele de abur deasupra. Studiile lui William Fairbairn au arătat importanța diametrului țevilor și că țevile cu diametrul mic ar putea rezista la presiuni mult mai mari decât cele de diametre mari. Tamburele ar putea rezista la presiune datorită construcției lor robuste. Gurile de vizitare cu care erau prevăzute tamburele permiteau inspecții interne regulate și curățarea mecanică a țevilor.
Presupunerea era că circulația prin țevile încălzite de focar ar fi ascendentă și că circulația în jos ar necesita țevi coborâtoare externe neîncălzite. În majoritatea modelelor de cazane acvatubulare acestea erau câteva țevi externe de diametru mare care mergeau de la tamburul de abur la tamburul de apă. Aceste țevi de diametru mare au reprezentat astfel o problemă de fiabilitate datorită rigidității lor și a forțelor la care erau supuse.
Alfred Yarrow a efectuat un experiment faimos în care a infirmat această presupunere. Sursele nu sunt clare dacă el a descoperit acest lucru în timpul experimentului sau a efectuat experimentul doar pentru a demonstra o teorie pe care o susținea deja.
Experimentul s-a făcut pe o țeavă verticală în formă de U, care putea fi încălzită de o serie de becuri Bunsen pe fiecare braț. Un debitmetru simplu indica direcția și debitul prin rezervorul din partea de sus, care lega cele două brațe ale țevii în U.
Când țeava U a fost încălzită doar pe o parte, a existat, cum era de așteptat, un flux ascendent de apă încălzită în acel braț al țevii.
Când a fost încălzit și celălalt braț, teoria prezicea că fluxul circulației va încetini sau va opri complet. În practică, fluxul de fapt a crescut. Cu condiția să existe o oarecare asimetrie în ceea ce privește încălzirea. Experimentul lui Yarrow a arătat că circulația continuă, iar încălzirea părții mai reci poate chiar crește acest debit.
Yarrow a repetat experimentul, mai întâi cu tubul în U la un unghi mic față de orizontală, iar în cele din urmă cu întregul sistem sub presiune. Rezultatele au fost aceleași și circulația a fost menținută. Ca urmare, cazanele Yarrow s-au putut dispensa de țevile coborâtoare externe. Circulația se făcea în întregime în țevile de apă încălzite, în sus în cele mai apropiate de focar și în jos prin cele din rândurile exterioare ale fasciculului.

## Descriere

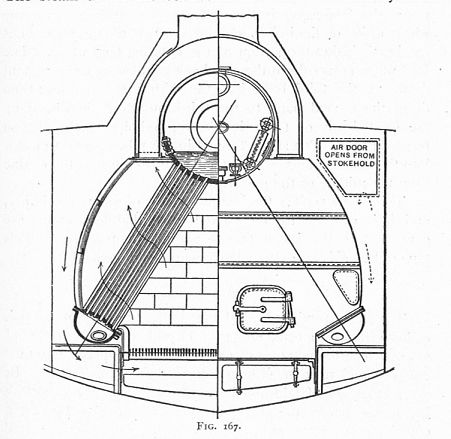
Jumătate secțiune și jumătate vedere din față a cazanului. Săgețile indică circulația aerului și a gazelor de ardere (a nu se confunda cu circulația apei, de care era vorba anterior).

Cazanul produs de Yarrow avea o construcție simplă și distinctivă, care ulterior a rămas în general neschimbată. Trei tambure au fost dispuse într-o formație triunghiulară: un singur tambur mare de abur în partea de sus și două tambure de apă mai mici dedesubt. Tamburele de apă au fost legate de cel superior prin țevi drepte grupate în fascicule cu mai multe rânduri.
Focarul a fost plasat în spațiul dintre fasciculele de tuburi. Inițial, cazanele au fost alimentate manual cu cărbuni. Ulterior au trecut pe combustibil lichid (păcură). Cazanul a fost îmbrăcat cu o carcasă etanșă din oțel, căptușită cu cărămizi refractare. Pe pereții căptușiți cu cărămidă de la capetele focarului erau amplasate ușile de alimentare, respectiv arzătoarele de păcură, dar pe ei nu erau amplasate suprafețe de încălzire. Coșul de evacuare a gazelor de ardere se afla în partea superioară centrală a carcasei, gazele de ardere trecând în jurul tamburului de abur. Pentru a reduce coroziunea tamburului de către gazele de ardere, acesta a fost uneori protejat de un deflector. De obicei, partea inferioară a tamburelor de apă era expusă în afara carcasei, însă din tamburul de abur doar capetele ieșeau din carcasă. Nivelul apei din tamburul superior era la aproximativ o treime din diametrul tamburului, suficient pentru a acoperi capetele țevilor de apă scufundate.
Greutatea cazanului se sprijinea pe tamburele de apă, care, la rândul lor, se sprijineau pe platforma grătarului. Tamburul de abur era susținut doar de fasciculele de țevi de apă și era lăsat să se miște liber în urma dilatărilor termice. Dacă exista supraîncălzitor, acesta era susținut de acest tambur. În comparație cu cazanele anterioare „Scotch” și cazanele de locomotivă, cazanele acvatubulare cu volum mic de apă erau considerate ușoare și nu necesitau suporturi mari.

### Evoluția ulterioară a construcției

#### Tamburele de apă

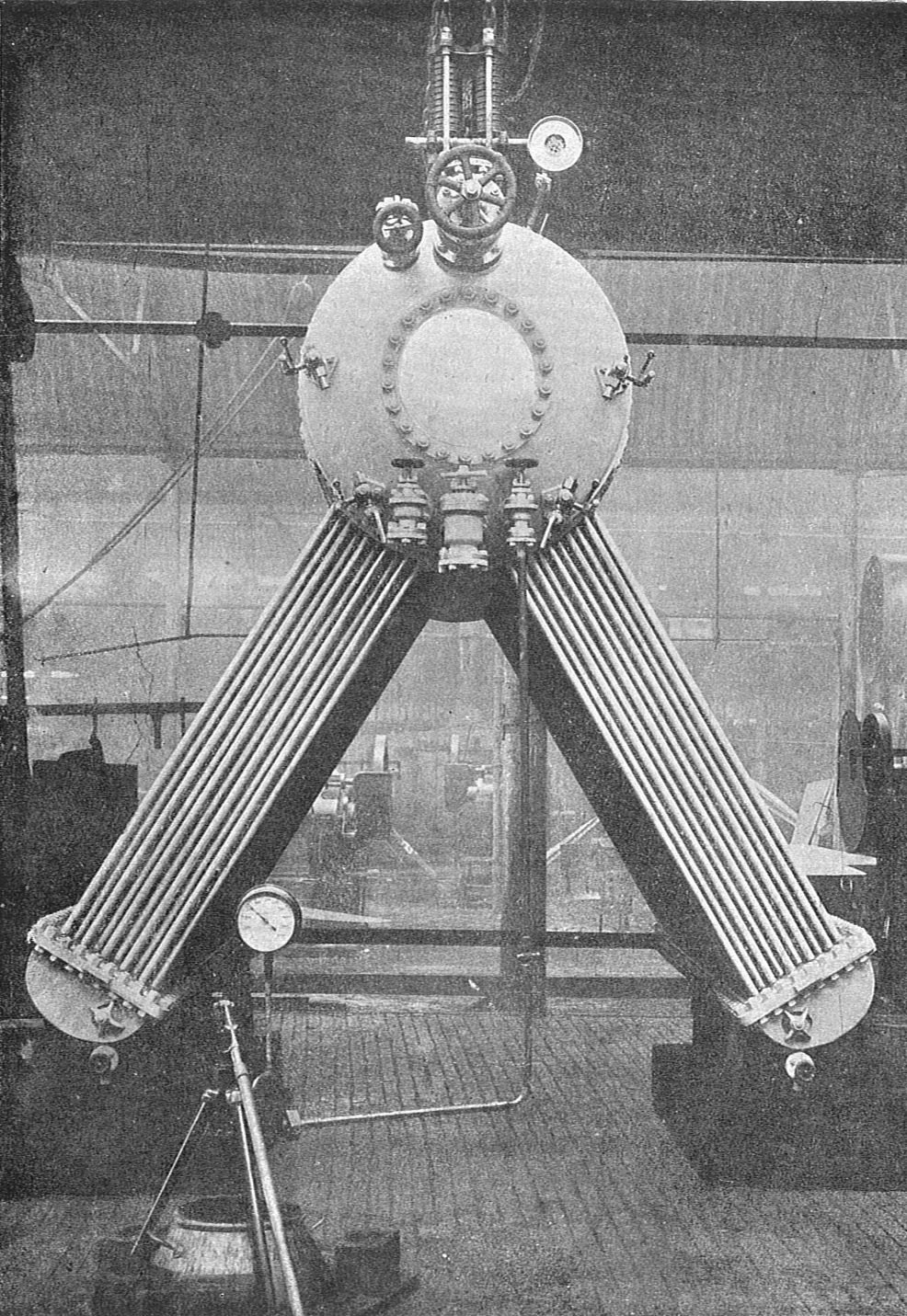
Construcția inițială a cazanelor Yarrow, cu tamburele inferioare (de apă) în formă de D

Inițial tamburele de apă erau niște „jgheaburi” în formă de D cu plăci tubulare (perforate) plane, astfel încât să asigure o montare ușoară a țevilor prin mandrinare. Placa tubulară era prinsă de jgheab cu șuruburi, ceea ce permitea demontarea pentru repararea și curățarea țevilor. Această formă în D nu era însă ideală pentru un tambur sub presiune, deoarece presiunea tindea să o deformeze către o formă mai circulară. Experiența obținută în urma exploziilor cazanelor a arătat că colțurile din interiorul cazanelor erau predispuse și la eroziune. Ca urmare, la cazanele ulterioare s-a folosit o secțiune mai rotunjită, în ciuda dificultății de introducere și etanșare a capetelor țevilor când acestea nu mai erau perpendiculare. Aceste tambure erau prevăzute și cu guri de vizitare.

#### Țevi coborâtoare
Într-un cazan Yarrow circulația apei depindea de diferența de temperatură între rândurile de țevi interioare și exterioare ale unui fascicul și în special de gradul de vaporizare în țevi. Deși la presiuni scăzute o circulație bună era ușor de obținut, un cazan Yarrow de presiune mai mare avea tendința de a avea o diferență de temperatură mai mică între țevi, ca urmare o circulație mai puțin eficientă. Acest efect putea fi contracarat prin dispunerea de țevi coborâtoare externe, în afara zonei încălzite de gazele de ardere. Deși majoritatea cazanelor Yarrow nu necesitau țevi coborâtoare, unele au fost echipate cu astfel de țevi.

#### Cazane cu două fronturi
Primul cazan cu două fronturi a fost construit în 1905 pentru guvernul spaniol. Construcția permitea alimentarea focarului prin ambele capete și s-a descoperit că cazanele cu două fronturi erau ceva mai eficiente în utilizare.
Șantierul naval Yarrow a fost întotdeauna limitat cu privire la dimensiunea navelor pe care le putea construi. Multe dintre cazanele lor erau destinate navelor de război mai mari, iar Yarrow le-a furnizat șantierelor de construcții cu docuri mai mari sub formă de componente.

### Supraîncălzitoare

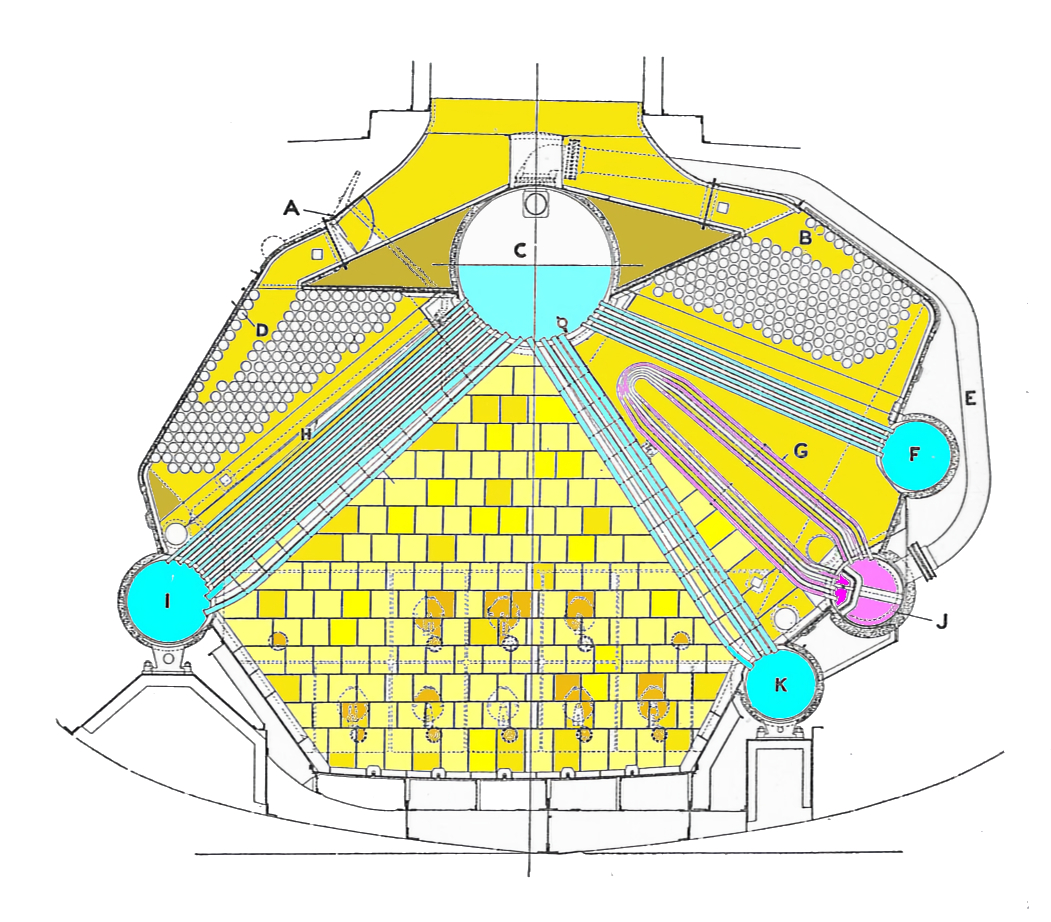
Cazan Yarrow asimetric „dublu flux”, cu supraîncălzitor

Cazanele Yarrow timpurii nu aveau supraîncălzitoare (furnizau abur saturat), dar odată cu introducerea turbinelor cu abur, s-au cerut temperaturi ale aburului din ce în ce mai mari.

#### Cazane asimetrice
Supraîncălzitorul Yarrow era format din țevi îndoite în ac de păr, paralele cu țevile existente ale generatorului de abur. Un fascicul de tuburi al generatorului a fost divizat în două, cu tambure de apă inferioare individuale pentru fiecare parte. Supraîncălzitorul a fost plasat în spațiul format între acestea, cu ambele capete ale tuburilor sale conectate la un singur tambur (de supraîncălzitor). Tamburul avea în interior un deflector care separa aburul supraîncălzit de cel saturat.
Un efect secundar al supraîncălzitorului a fost că a crescut diferența de temperatură între tuburile interioare și exterioare ale fasciculului în care era amplasat, îmbunătățind astfel circulația apei în acel fascicul. Cele două tambure inferioare ale fasciculului au fost adesea legate între ele prin țevi coborâtoare neîncălzite, pentru a permite astfel circulația apei între ele. Acest efect a fost mai târziu folosit la cazanele de tip „Amiralitate”, unde țevile fasciculelor au fost curbate pentru a face loc supraîncălzitoarelor (câte unul în fiecare fascicul), păstrând în același timp câte un singur tambur de apă la fiecare fascicul.

#### Organizarea circulației gazelor de ardere
La cazanele Yarrow a fost instalat doar un singur supraîncălzitor, pe o singură parte a cazanului. La cele mai mici și mai simple cazane gazele de ardere traversau doar fasciculul cu supraîncălzitorul. Cazanul era asimetric. Celălalt fascicul era folosit ca fierbător de radiație, adesea cu mai puține rânduri de tuburi.
Alternativ, cazanul „dublu flux” a menținut trecerea gazelor de ardere prin ambele fascicule, deși doar unul dintre acestea conținea un supraîncălzitor. Un deflector pe partea fără supraîncălzitor putea fi închis pentru a crește debitul de gaze de ardere prin partea cu supraîncălzitor. De obicei aceste cazane au fost dotate cu preîncălzitoare de apă de alimentare⁠(d) în fluxul ascendent de gaze de ardere de deasupra acestor deflectoare.

### Cazan cu trei tambure de tip „Amiralitate”
O dezvoltare ulterioară a cazanelor Yarrow a fost cazanul cu trei tambure de tip „Amiralitate”, dezvoltat pentru Marina Regală Britanică între războaie.
Acesta a fost în mare parte similar cu versiunile ulterioare ale Yarrow, de înaltă presiune și pe păcură. Tamburele de apă erau cilindrice și uneori, dar nu întotdeauna, existau țevi coborâtoare. Singura diferență majoră a fost în fasciculele de țevi. În loc de țevi drepte, fiecare țeavă era „în mare parte” dreaptă, dar curbată la capete. Acestea au fost instalate în două grupuri în cadrul fasciculului, astfel încât să lase între ele un spațiu în care au fost plasate supraîncălzitoarele. Avantajul amplasării supraîncălzitoarelor aici a fost că au crescut diferența de temperatură dintre țevile interioare și exterioare ale fasciculului, îmbunătățind astfel circulația.

## Folosirea la nave
HMS Hornet (1893)⁠(d), un distrugător clasa Havock⁠(d), a fost echipat pentru comparație cu un cazan Yarrow, față de celelalte nave ale clasei, care erau echipate cu cazane de locomotivă.

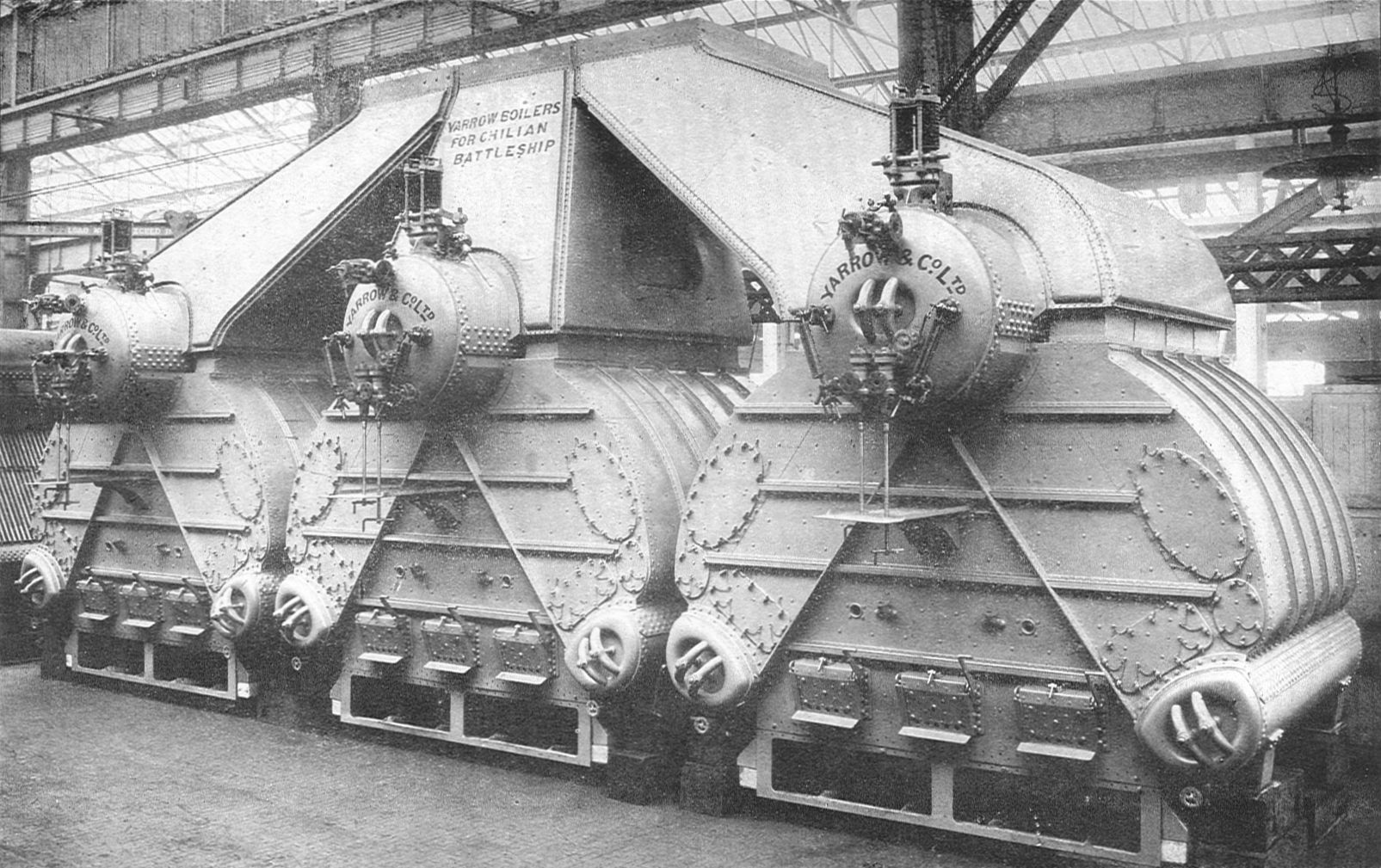
Grup de trei cazane la o navă militară chiliană

Primele cazane Yarrow erau destinate distrugătoarelor mici și ocupau întreaga lățime a carenei. La primele clase, se foloseau trei cazane dispuse în tandem, fiecare cu coș propriu. Seturile de mai târziu furnizate pentru navele capitale foloseau mai multe cazane și acestea erau adesea grupate în seturi de trei, legate la același coș.

## Cazane terestre
În 1922 Harold Edgar Yarrow a decis să exploateze creșterea cererii de energie electrică ca piață pentru Yarrow prin construirea de cazane terestre. Primele cazane, de la termocentralele Dunston⁠(d) și Brighton, erau de același model marin. La fel cu cele navale, au fost apreciate pentru suprafața lor de încălzire prin radiație mare și rapiditatea cu care ajungeau la regimul de lucru normal.
La turbinele mari terestre se doreau randamente termice ridicate, care se puteau obține doar prin supraîncălzirea înaltă a aburului, astfel că pentru cazanele Yarrow terestre modelul marin a fost modificat. Acestea au devenit asimetrice. O parte a fost extinsă era traversată de cea mai mare parte a gazelor de ardere. Fasciculele de țevi interioare au rămas și erau încălzite în special prin radiația din focar, iar gazele treceau într-un fascicul printr-un fascicul supraîncălzitor și apoi printr-un al treilea fascicul (preîncălzitor de apă) pentru a crește cantitatea de căldură extrasă din gazele de ardere.
Au crescut și presiunile de lucru. De la o presiune de lucru de 575 psi (c. 40 bar, considerată astăzi presiune medie) în 1927, în 1929 un cazan experimental a lucrat la 1200 psi (c. 82 bar, considerată astăzi presiune înaltă).

## Engine 10000
Nigel Gresley a folosit un cazan Yarrow la locomotiva experimentală „Engine 10000”, clasa LNER W1 din 1924, pentru compania London and North Eastern Railway⁠(d). După ce a observat avantajele presiunilor mai mari și ale mașinilor cu abur compound⁠(d) în practica navală, Gresley a dorit să experimenteze asta la locomotivele feroviare. Ca și în cazul cazanele terestre, Harold Yarrow dorea să extindă piața pentru cazanul Yarrow.
Cazanul nu a fost modelul Yarrow obișnuit. În special la circulația apei cazanul avea mai multe în comun cu alte modele de cazane cu trei tambure, cum ar fi „Woolnough”. De asemenea, a fost descris ca o evoluție a focarului acvatubular „Brotan-Deffner”, cu focar extins de-a lungul întregului cazan.